# Centrocleonus
 Centrocleónus — рід жуків родини Довгоносики (Curculionidae).

## Зовнішній вигляд
Жуки середніх розмірів. Основні ознаки:
- передньоспинка з нечисленими зернятками на боках.

## Спосіб життя
Не вивчений, ймовірно, він типовий для Cleonini.

## Географічне поширення
Єдиний відомий вид цього роду — Centrocleonus fallax — мешкає в тропічній Африці.

## Класифікація
Описано один вид цього роду — Centrocleonus fallax Fåhraeus, 1842. Родова назва Centrocleonus Le Conte, 1876 виявилася молодшим синонімом роду Apleurus.